# Hamari Júlia
Hamari Júlia (Budapest, 1942. november 21. –) magyar énekművész (mezzoszoprán), a Halhatatlanok Társulatának örökös tagja.

## Életpályája
Szülei: Hamari (Hammerl) Sándor gépészmérnök és Dokupil Erzsébet. 1957-ben kezdett énekelni tanulni, tanára Martin Fatime és dr. Sipos Jenő volt. 1961–1966 között a Liszt Ferenc Zeneművészeti Főiskola hallgatója volt. 1965-ben első helyezést ért el a Budapesti Nemzetközi Énekversenyen. 1966–67-ben Stuttgartban tanult. 1967-től a düsseldorfi Rajnai Német Opera tagja, rendszeresen fellépett a Salzburgi Ünnepi Játékokon, a Holland Fesztiválon, a milánói Teatro alla Scala-ban, a New York-i Metropolitan Opera-ban, a londoni Covent Gardenben. 1989 óta a stuttgarti Állami Zeneművészeti Főiskola professzora, jelenleg magántanítványokat tanít. 1992–1994 között az ART 21 Alapítvány elnöke volt. 2003 óta a Halhatatlanok Társulatának tagja.

## Színházi szerepei
A Színházi Adattárban regisztrált bemutatóinak száma: 4.
- Mozart: Figaro házassága (második leány)
- Rossini: A sevillai borbély (Rosina)
- Szörényi Levente: Fénylő ölednek édes örömében (Innin)
- Bartók Béla: A kékszakállú herceg vára (Judit)

### Egyéb színházi szerepei
- Gluck: Orfeusz (Orfeusz)
- Mozart: Titus kegyelme (Sesto)
- Mozart: Cosi fan tutte (Dorabella; Despina)
- Dido (Purcell: Dido és Aeneas)
- Hamari Júlia hangversenye

Hamari Júlia és a Liszt Ferenc kamarazenekar koncertje a magyar
Zeneakadémia műterméből 1981.
Művek: 1. Antonio Vivaldi: Sabat mater
2. Georg Friedrich Handel: Rinaldo (fájdalomária)
3. Georg Friedrich Handel: Xerxses (largo)
4. Claudio Monteverdi-Ariadne(ariadne panasza)
5. Mozart: C-moll mise, k427 – Laudamus te (Dicsérünk téged, uram) ária.

## Diszkográfia
Csak a CD-n [is] megjelent felvételek
Teljes opera- és operettfelvételek
- Cimarosa: Titkos házasság – Fidalma (Dietrich Fischer-Dieskau, Arleen Augér, Várady Júlia stb.; Angol Kamarazenekar, vez. Daniel Barenboim (1977) Deutsche Grammophon 437 696-2 és Brilliant Classics 93 962
- Bellini: A skóciai puritánok - Enrichetta (Montserrat Caballé, Alfredo Kraus stb.; Philharmonia Zenekar, vez. Riccardo Muti) (1979) EMI 7 69663 2
- Liszt: Don Sanche - Elzire (Gérard Garino, Gáti István stb; Magyar Áll. Hangversenyzenekar, vez. Pál Tamás) Hungaroton HCD 12744-45
- Johann Strauss d. S.: A cigánybáró – Czipra (Herbert Lippert, Pamela Coburg, Rudolf Schasching stb.; Bécsi Szimfonikusok, vez. Nikolaus Harnoncourt) (1994) Teldec 4509-94555-2
- Richard Strauss: Salome - Heródiás apródja (Montserrat Caballé, Regina Resnik, Sherrill Milnes, Richard Lewis stb.; Londoni Szimfonikus Zemekar, vez. Erich Leinsdorf) (1968) RCA [Sony] GD86644(2)
- Verdi: Ernani - Giovanna (Carlo Bergonzi, Leontyne Price, Ezio Flagello stb; RCA Italiana Operazenekara, vez. Thomas Shippers) (1967) RCA [Sony] GD86503(2)

Egyéb művek
- Händel: Kilenc német ária HWV 202–210 (Magyar barokk trió) (1990) Hungaroton HCD 31280
- Mahler: VIII. szimfónia. - I. alt, Mulier samaritana (Martina Arroyo, Dietrich Fischer-Dieskau stb.; Bajor Rádió Szimfonikus Zenekara, vez. Rafael Kubelík) (1970) Deutsche Grammophon 463 738-2
- Mozart: Requiem (Edith Mathis - szoprán, Wieslaw Ochman - tenor, Karl Ridderbusch - basszus; Bécsi Filharmonikusok, vez. Karl Böhm) (1971) Deutsche Grammophon 413 553-2

## Filmjei
- Carmen (1967)
- Eugen Onegin (1972, 1988)
- La pietra del paragone (1982)
- Áldozathozatal (1986) (zene)
- Johann Strauss: A denevér (1988)

## Díjai
- Kodály Zoltán-díj (1987)
- A Magyar Köztársasági Érdemrend tisztikeresztje (2002)
- Örökös tag a Halhatatlanok Társulatában (2003)
- A Magyar Érdemrend középkeresztje a csillaggal (2013)